# Jaume Mateu (pintor)
Jaume Mateu   (Regne de València, 1382 - 1452) va ser un important pintor de la segona generació del gòtic internacional establert des de molt jove a València i actiu entre 1402 i 1452.
Net i col·laborador de Pere Nicolau, va estar instal·lat a València des de molt petit; la seva estada està documentada des del 1402 cap al 1453.
Es conserven moltes notícies de les seves activitats, però no han arribat pas a l'actualitat la majoria de les seves obres. Alguns que es conserven són l'obra Adoració dels Pastors (1430, taula gòtica que formava part del Retaule de Cortes, avui desaparegut), que es conserva al Museu Parroquial de Cortes d'Arenós; la Nativitat (documentat el 1430); i la participació en la construcció de l'enteixinat de la Sala Daurada (1419 a 1426) de l'antiga Casa de la Ciutat, que avui dia es conserva al saló principal del Consolat de la Llotja. Junt amb Gonçal Peris Sarrià i Joan Moreno, va realitzar els Retrats dels reis d'Aragó (1427), quatre peces procedents de la Casa de la Ciutat de València i que es conserven al Museu Nacional d'Art de Catalunya de Barcelona. Se li atribueixen el Retaule de Sant Valeri de la Vall d'Almonesir i el de Sant Jeroni del Museu Catedralici de Sogorb. També se li atribueix el Retaule de sant Miquel del Museu de Belles Arts de València, procedent del convent de la Puritat. Consta, documentada el 1445, la contractació del Retaule d'Elx, en el qual va col·laborar Jaume Huguet.
Tot i haver desenvolupat la seva carrera majoritàriament a València, se sap que va pintar encàrrecs per a Terol i, possiblement, va treballar també a Barcelona.